# Шакудо
Шакудо је јапанска легура бакра и злата, најчешће 2-8% злата те 92-98% бакра. Предмети од ове легуре у правилу су патинирани у црну боју, те су додатно украшавани уметцима од сребра, злата, месинга, бронзе и бакра.